# Danwood
Danwood est une census-designated place située dans le comté de Florence, dans l’État de Caroline du Sud, aux États-Unis. Lors du recensement de 2020, elle comptait 453 habitants.